# Drake Muyodi
Drake Muyodi (27 dicembre 1988) è un rugbista a 15 e rugbista a 13 ugandese naturalizzato italiano, internazionale per l'Unganda nelle specialità del rugby a 7 e del rugby a 15 e per l'Italia in quella del rugby a 13.

## Biografia
Muyodi nasce in Uganda nel 1988; all'età di 6 anni, si avvicina al rugby praticandolo a scuola insieme ad altre discipline dell'atletica leggera: 100 metri piani, 200 metri piani e lancio del giavellotto.
Disputa le competizioni di rugby a livello collegiale fino all'età di 18 anni, per poi passare al club dei G4S Pirates nel campionato ugandese fino ad approdare nella Nazionale a 7 e nella Nazionale a 15.
Nel 2007 viene selezionato nella rappresentativa nazionale che prende parte al torneo South Africa Sevens, parte del circuito internazionale World Rugby Sevens Series, disputando 4 incontri su 5 e marcando una meta nel match contro l'Argentina.
Nel 2009 arriva a Parma con due dei suoi fratelli, raggiungendo il padre ex pugile professionista arrivato in Italia alla fine degli anni settanta.
A causa di problemi legati al tesseramento come straniero, si avvicina al rugby league vincendo 3 titoli italiani con il XIII del Ducato tra il 2009 e il 2011.
Successivamente, si trasferisce in Francia per due stagioni nel Gifi Bias XIII e poi nel Saint-Gaudines XIII, prima di fare ritorno in Italia nel 2014.
Tra il 2012 e il 2014 viene selezionato nella Nazionale italiana di rugby a 13, disputando cinque match di European Shield 2012-13 e due di European Championship B 2014-15, l'edizione successiva della competizione europea di secondo livello.
Nei bienni 2013-14 e 2014-15 disputa parte delle stagioni sportive rispettivamente nel Vasari Arezzo e ne I Cavalieri impegnati in Eccellenza.

## Palmarès

### Rugby a 15
- Campionati ugandesi: 1
G4S Pirates: 2007

### Rugby a 13
- Campionati italiani: 3
XIII del Ducato: 2009, 2010, 2011